# Bogata (Teksas)
Bogata je grad u američkoj saveznoj državi Teksas. Prema popisu stanovništva iz 2010. u njemu je živjelo 1.153 stanovnika.